# 国定教科書
国定教科書（こくていきょうかしょ）とは、教科書・教科用図書の編集・発行などの権限を国家が占有する制度である。あるいは、政府が全国一律に発行・配布する教科書も指す。

## 概要
採用国
現在、国定歴史教科書を採用している国はタイ、マレーシア、イラン、ミャンマー、ロシア、トルコ、キューバ、リビア、北朝鮮などである。
日本では1903年（明治36年）から1945年（昭和20年）にかけて採用されたが、戦後は検定制に移行した。
韓国では政権交代によって復活したり廃止されたりしてきた。1972年に右派の朴正煕政権によって検定教科書制度から国定教科書制度に移行し、2002年に左派の金大中政権によって検定教科書制度が復活した。しかし、韓国の歴史学界と教育学界では左派が優勢であるため、韓国の右派から国内の教育現場で使われている検定制度による歴史教科書が「反米的で北朝鮮に甘い」と批判されてきた。2015年10月12日に右派の朴槿恵政権によって国定教科書を再導入が発表された 。現在は2017年に誕生した文在寅政権によって再び廃されることとなった。
中国では、1980年代後半まで国定教科書であり、以降はでは教科用図書検定制度を導入している。

## 日本
日本において「国定教科書」というと、日本で、かつて文部省が発行し、全国一律で用いられた小学校用の教科書を指している。

### 戦前の国定教科書制

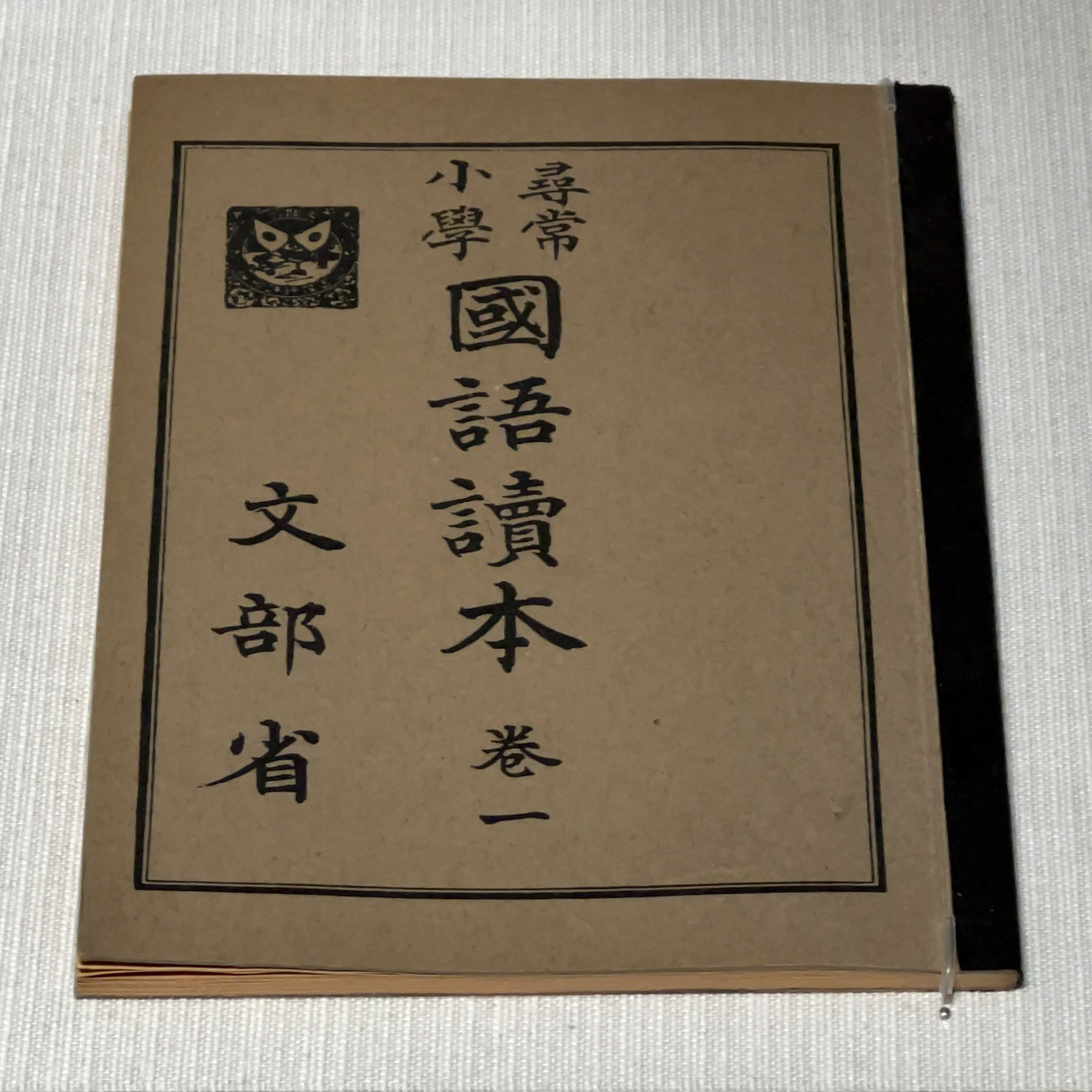
尋常小学の国語読本

1872年に義務教育制度が始まった頃は、検定済教科書が用いられていた。しかし、教科書疑獄事件の発生を受けて、国定教科書に改められた。
以下、山住正己著『教科書』（岩波新書）より、教科書制度の変遷を振り返る。
- 1872年（明治5年） 学制公布。（教科書自由発行・自由採択制）
- 1880年（使用禁止書目の発表）
- 1881年（開申制・採択教科書を監督官庁に報告すればよい）
- 1883年（認可制・採択してよいかどうか、許可を受ける必要あり）
- 1886年（検定制）
- 1903年（明治36年）〜1945年（昭和20年）（国定制）

教科書に対する国家統制は、自由民権運動の高揚と、それに対抗するような教育政策の反動化、という形で進行した。「開申制」の次の「認可制」は、時間がかかり授業に差し支えて不便、という声をもとに、「検定制」に切り替えられた。数年後、教科書会社と採択側の教育関係者との間で、贈収賄が行われているとして、30数県157人が検挙されるという大事件（教科書疑獄事件）が発生した。
政府はそれを好機として、教科書を「国定制」に切り替えた。

### 戦後の検定制
日本国憲法下では、「文部省検定済教科書（現在の文部科学省検定済教科書）」を基本とし、文部省検定済教科書の発行が困難である場合に「文部省著作教科書」が発行されるという状況となった。現在でも一部の教科用図書において「文部科学省著作教科書」があるが、これが国定教科書に該当するかどうかは見解が分かれている。
2013年6月、自民党教育再生実行本部教科書検定の在り方特別部会は、（特に歴史・日本史における）いわゆる「自虐史観」に基づく教育を止めるための「教科書法」（仮称）の制定を盛り込んだ「中間まとめ」を提出した。

### 検定制度下の歴史教科書問題
1982年6月26日に日本の新聞が「文部省が教科書検定により高校の歴史教科書において、中国華北地域への進出と書き換えさせた」とする歴史教科書検定における誤報をしたこと（第一次教科書問題）で、中国政府が反発したことが戦後最初に日本が特定の隣国による自国の教科書内容を配慮するようになった出来事となった。その結果、日本政府は宮澤喜一内閣官房長官談話を発表し、今後に教科書編纂にあたって、中国や韓国に配慮する近隣諸国条項を創設された。

## 韓国

### 保革対立による国定廃止と推進
韓国では初等学校のすべての教科、中学校の国語・国史・道徳及び高等学校の国語・国史で国定教科書が使用されている。高等学校の韓国近現代史については検定済教科用図書が使用されている。
盧武鉉政権が2007年に国定制度の廃止を決定し、2010年度から中学校と高等学校では国定教科書は使用されなくなった。
2008年には、韓国でのこれまでの歴史教科書は民族主義的で左翼的な反政府運動が中心に描かれ、実際の多様な韓国史を反映していない「単純で偏狭な」史観であったと批判して、日本統治時代には抗日独立運動だけでなく、経済発展や近代化など肯定的な面や、また、戦後韓国でも北朝鮮の侵略から国を守った李承晩大統領、高度経済成長を実現した朴正煕大統領の時代を高く評価し、韓国の発展の明るい面を記述した「新しい歴史教科書」が登場した。この教科書は李栄薫ソウル大学名誉教授らニューライトによる研究組織「教科書フォーラム」が編纂したもので、高校の選択科目「韓国近現代史」で使用される予定のものであったが、実際に使用されるには政府検定が必要である。
韓国では、高校選択科目「韓国近現代史」以外に、中学高校向けの国定教科書「国史」があった。
しかし、ニューライトと強い繋がりを持つ朴槿恵政権になってから、「北朝鮮に同調するような内容で偏向しているものが多い（韓国教育部）」、「歴史を正しく学ばなければ魂が正常でなくなり、文化的にも歴史的にも他国に支配されるかもしれない（朴槿恵大統領、2015年11月の国務会議での発言）」などの理由から再国定化を目指す動きが起こり、革新派は維新時代へ逆行する歴史教科書国定化であると批判している。

その後、2015年10月12日、韓国政府は韓国史の教科書を再び国定化することを発表した。2016年に内容を公表し、1948年8月15日を検定教科書で占める「大韓民国政府樹立」ではなく、「大韓民国樹立」とした。北朝鮮については、世襲体制や核開発などの実態、2008年に金剛山観光に訪れていた韓国人観光客が北朝鮮兵に射殺された韓国人観光客射殺事件、北朝鮮による魚雷攻撃を受け、40人が死亡、6人が行方不明と記した韓国海軍哨戒艦天安撃沈事件、2010年の延坪島砲撃事件など北朝鮮の体制批判内容は記述量でも現行教科書の倍以上に増え、記述も具体的とした。新しい国定教科書は2017年の入学生から使用される予定であった。しかし、実際に採用した学校はほとんどなく、さらに2017年の政権交代によって誕生した文在寅大統領は、選挙中の公約であった国定教科書廃止、検定制度の復活を指示したため、国定教科書が日の目を見ることはなかった。